# Gustaaf Van Goethem

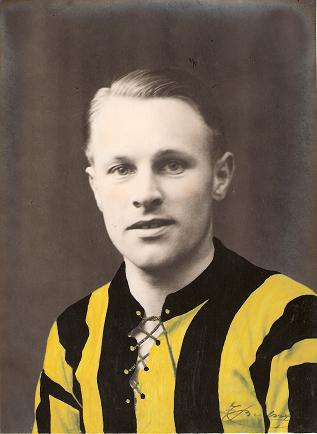
Gustaaf Van Goethem.

Augustinus Constantinus (Gustaaf, Gustave, Stafke) Van Goethem (Berchem, 28 december 1898 - aldaar, 15 oktober 1974) was een Belgische voetballer. Hij speelde bij Berchem Sport en bouwde later nog een carrière uit als trainer.

## Spelerscarrière
Tijdens de Eerste Wereldoorlog werd het vriendenclubje "Koning Albert Footballclub" gesticht met onder meer Clem en Nic Hoydonckx, de twee Le Bons, Staf De Roeck en Staf Van Goethem, de meesten leerlingen van het Sint-Jan-Berchmanscollege, op het oud terrein bij Moederke De Hert. Op 8 oktober 1915 werd Staf lid van Berchem Sport.
Van Goethem speelde 220 officiële wedstrijden in de hoogste afdeling tussen 1922 en 1932 en maakte in die periode 62 doelpunten. Over het algemeen werd hij omschreven als een pittige en snelle voorspeler. Hij speelde meestal rechtsbinnen naast Pol Dries, Jef Taeymans en Bie Van den Ouden.
Voor de Maas en Scheldebeker anderzijds werd hij juist 22 keren geïnviteerd, een zeer hoog aantal, vooral gezien het entente-elftal jaarlijks niet veel wedstrijden op het programma had staan.
Hij speelde zijn eerste (en enige) internationale wedstrijd op 11 november 1924, een wedstrijd België - Frankrijk (3-0). Aangezien in die tijd de vleugel Dries - Van Goethem veruit de beste Belgische vleugel was, werd deze integraal in de ploeg gezet voor de internationale wedstrijd.
Het volgend jaar was hij reserve voor België - Nederland. In 1926 speelde hij tweemaal tegen Luxemburg, net als een wedstrijd op Daring met de Rode Duivels tegen de Zwaluwen. Van Belgische zijde werd zo'n ontmoeting in die tijd zeer ernstig opgevat; men trad aan met het elftal Caudron; Swartenbroeckx en De Mol; Boesman, Van Halme en P. Braine; Gillis, Adams, R. Braine, Van Goethem en Diddens. Het volgend jaar begon hij als reserve tegen Tsjechoslovakije, juist de wedstrijd toen Van den Oude als half zijn kans kreeg. Hij speelde weer tegen de Zwaluwen en was nogmaals reserve op Union voor de wedstrijd tegen Zweden.
Hij speelde eveneens bij Minerve FC (1921-1932), een voetbalploeg van de Minervafabrieken waar hij bediende was (Minerve Sport et Atletic Club Anvers). Ook in militaire matchen trad hij aan.

## Trainerscarrière
Staf Van Goethem werd na zijn carrière als speler voetbaltrainer. Hij begon zijn carrière bij Vilvoorde FC in 1935. Hij bleef onafgebroken tot 1944 aan deze club verbonden.
Toen hij er aanlandde speelde Vilvoorde in bevorderingsploeg, maar binnen de twee jaar had hij het zo ver weten te brengen dat Vilvoorde als kampioen opnieuw naar eerste afdeling (toen de tweede klasse) promoveerde. Gaandeweg werd zijn elftal steeds sterker, zodat toen hij er na negen jaren trouwe dienst afscheid nam, Vilvoorde tot een van de beste clubs was uitgegroeid. Dat laatste jaar permitteerde men zich zelfs de luxe om bijvoorbeeld Racing Mechelen op eigen veld te gaan verslaan.
In 1946 trok Van Goethem naar FC Turnhout, dat ook in de eerste afdeling speelde. Tweemaal op rij miste hij met deze ploeg de overgang naar de hoogste reeks. Het eerste jaar eindigde men tweede, op amper twee punten van kampioen Uccle Sport, het jaar nadien vierde.
Toen kwam Excelsior AC Sint-Niklaas aan de beurt. De club speelde in Bevordering, de derde klasse. De resultaten die hij daar behaalde waren minder schitterend en ontmoedigd dacht hij er zelfs even aan om te stoppen. Vilvoorde kwam echter weer bij van Goethem aankloppen. De club zat immers diep in de put. Hij had hen verlaten als een sterke ploeg, die nu echter zelfs moest vechten om in de provinciale afdeling te kunnen stand houden.
Van Goethem keerde terug naar Vilvoorde en geraakte dadelijk weer met de ploeg in Bevordering, ondertussen de vierde klasse.

## Overzicht
- 1915 - 1935 : voetballer bij Berchem Sport
- 1935 - 1940 : trainer bij Vilvoorde FC
- 1942 - 1944 : trainer bij Vilvoorde FC
- 1946 - 1947 : trainer bij FC Turnhout
- 1948 - 1950 : trainer bij Excelsior AC Sint-Niklaas
- 1951 - 1953 : trainer bij Vilvoorde FC